# Olivier Berggruen

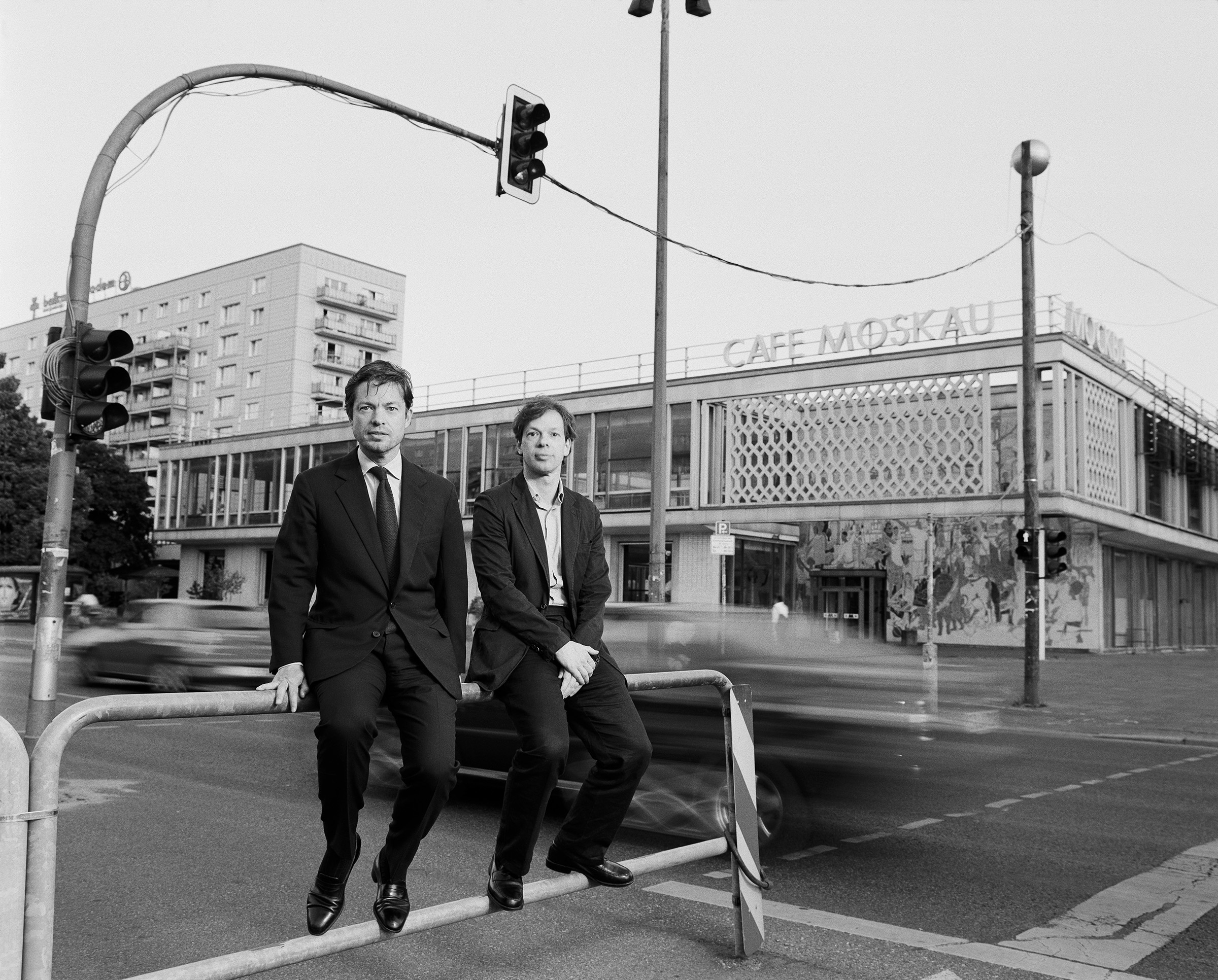
Nicolas Berggruen und Olivier Berggruen fotografiert von Oliver Mark, Berlin 2008

Olivier Berggruen (* 14. September 1963 in Winterthur, Schweiz) ist ein deutsch-amerikanischer Kunsthistoriker, Kurator und Schriftsteller.

## Leben und Wirken
Olivier Berggruen ist das vierte und jüngste Kind des Kunstsammlers und -mäzens Heinz Berggruen aus dessen zweiter Ehe mit der Schauspielerin Bettina Moissi. Sein älterer Bruder aus dieser Ehe ist der Investor Nicolas Berggruen (* 1961). Seine Halbgeschwister aus der ersten Ehe des Vaters sind der Kunsthändler John Henry Berggruen (* 1943) und die Malerin Helen Berggruen (* 1945).
Nach dem Abitur an der École Alsacienne in Paris studierte Berggruen zunächst von 1983 bis 1986 Kunstgeschichte an der amerikanischen Brown University in Rhode Island und erwarb 1987 seinen M.A am Courtauld Institute in London. In den elf Jahren, die er in London lebte, arbeitete er unter anderem für das Auktionshaus Sotheby’s.
Berggruen kuratierte drei Ausstellungen zu bedeutenden Künstlern in der Schirn Kunsthalle, Frankfurt am Main: Henri Matisse (2002/03), Yves Klein (2004/05), und Pablo Picasso (2006/07) sowie die Ausstellungen über Paul Klee (2006) und Jean-Michel Basquiat (2009) im Palazzo Ruspoli (Fondazione Memmo) in Rom. Er ist Mitglied des 2007 gegründeten Förderkreises für das Museum Berggruen in Berlin-Charlottenburg.
Olivier Berggruen ist mit einer Amerikanerin verheiratet, hat zwei Kinder und lebt in New York City.

## Veröffentlichungen (Auswahl)
- Olivier Berggruen, Nuit Banai (Hrsg.): Yves Klein. Hatje Cantz, Ostfildern 2004, ISBN 978-3-7757-1446-4
- Olivier Berggruen, Max Hollein (Hrsg.): Picasso und das Theater. Mit einem Vorwort von Max Hollein und Texten von Olivier Berggruen, Asya Chorley, Douglas Cooper, Marilyn McCully, Esther Schlicht, Alexander Schouvaloff, Ornella Volta, Diana Widmaier Picasso. Deutsch-englische Ausgabe, Hatje Cantz, Ostfildern 2006, ISBN 978-3-7757-1872-1
- Olivier Berggruen, Dieter Scholz (Hrsg.): Das Universum Klee. Hatje Cantz, Ostfildern 2008, ISBN 978-3-7757-2272-8
- Olivier Berggruen, Max Hollein (Hrsg.): Henri Matisse: mit der Schere zeichnen – Meisterwerke der letzten Jahre. Neuausgabe, Prestel, München 2009, ISBN 978-3-7913-4275-7
- The Writing of Art. Pushkin Press, London 2011, ISBN 978-1-90654-862-9